# Ben Van Overberghe
Ben Van Overberghe (Deinze, 1995) is een Belgisch trampolinespringer.

## Levensloop
In 2016 behaalde hij met het Belgisch trampolineteam een vierde plaats op de Europese kampioenschappen in het Spaanse Valladolid. Het team bestond voorts uit Joris Geens, Loïc Lenoir en Simon Debacker.
Zijn zus Sanne was actief als acrogymnaste. Samen gingen ze in 2017 aan de slag bij Cirque du Soleil.